# Macedonië op de Olympische Winterspelen 1998
Tijdens de Olympische Winterspelen van 1998, die in Nagano (Japan) werden gehouden, nam Macedonië voor de eerste keer deel.

## Deelnemers en resultaten
(m) = mannen, (v) = vrouwen 

### Alpineskiën
| Olympiër               | Discipline       | Resultaat | Prestatie                        |
| ---------------------- | ---------------- | --------- | -------------------------------- |
| Aleksandar Stojanovski | reuzenslalom (m) | 36e       | 3.01,17 (+22,66) 1.31,83+1.29,34 |
| Jana Nikolovska        | reuzenslalom (v) | 33e       | 3.29,97 (+39,38) 1.38,14+1.51,83 |

### Langlaufen
| Olympiër      | Discipline                    | Resultaat | Prestatie                                    |
| ------------- | ----------------------------- | --------- | -------------------------------------------- |
| Gjoko Dineski | 10 km klassiek (m)            | 91e       | 39.39,3 (+12.14,8)                           |
| Gjoko Dineski | achtervolging 10 km+15 km (m) | dns       | niet gestart 15 km (10 km:39.39 + 15 km:dns) |

Amerikaanse Maagdeneilanden · Andorra · Argentinië · Armenië · Australië · Azerbeidzjan · België · Bermuda · Bosnië en Herzegovina · Brazilië · Bulgarije · Canada · Chili · China · Chinees Taipei · Cyprus · Denemarken · Duitsland · Estland · Finland · Frankrijk · Georgië · Griekenland · Groot-Brittannië · Hongarije · Ierland · IJsland · India · Iran · Israël · Italië · Jamaica · Japan · Joegoslavië · Kazachstan · Kenia · Kirgizië · Kroatië · Letland · Liechtenstein · Litouwen · Luxemburg · Macedonië · Moldavië · Monaco · Mongolië · Nederland · Nieuw-Zeeland · Noord-Korea · Noorwegen · Oekraïne · Oezbekistan · Oostenrijk · Polen · Portugal · Puerto Rico · Roemenië · Rusland · Slovenië · Slowakije · Spanje · Trinidad en Tobago · Tsjechië · Turkije · Uruguay · Venezuela · Verenigde Staten · Wit-Rusland · Zuid-Afrika · Zuid-Korea · Zweden · Zwitserland